# Maria Scarpetta
Maria Scarpetta (Napoli, 2 giugno 1891 – Pozzuoli, 31 maggio 1949) è stata una commediografa e scrittrice italiana.

## Biografia
Nacque da una relazione extraconiugale che Eduardo Scarpetta ebbe con Francesca Giannetti, una maestra di musica, ma fu accolta dalla moglie di Scarpetta come sua figlia legittima. Era pertanto sorellastra, tra gli altri, di Vincenzo Scarpetta, Titina De Filippo, Eduardo De Filippo e Peppino De Filippo.
Scrisse spesso con lo pseudonimo di Mascaria, nonché talvolta con il nome di Maria Mangini (era infatti moglie di Mario Mangini, avvocato, giornalista e scrittore, noto anche come Kokasse).
Autrice di numerosissime commedie e riviste, pubblicò anche un libro sul padre (Felice Sciosciammocca mio padre, Napoli, Morano, 1950).
Maria Scarpetta morì nel maggio 1949 e oggi riposa nella cappella riservata alle famiglie De Filippo, Scarpetta e Viviani al cimitero di Santa Maria del Pianto a Napoli.

## Teatro
Tra le commedie, si ricordano: Noi siamo navigatori, Il thè delle cinque e Una bella trovata (tutte in collaborazione con Eduardo De Filippo), e La lettera di mammà, scritta insieme a Peppino De Filippo. Tra le riviste si segnalano: Messalina e I tre moschettieri, entrambe scritte in collaborazione con il marito e interpretate da Totò.